# Locomotora Mikado (Albacete)
La locomotora Mikado 141F-2415 es una locomotora de vapor preservada que se exhibe públicamente en la ciudad española de Albacete como monumento homenaje al ferrocarril.

## Características
Se trata de una locomotora de vapor de vía ancha de tipo Mikado, junto con su ténder, de la serie 141F y con número de matrícula 2415. Fue fabricada en 1959 en Bilbao para RENFE por la Compañía Euskalduna de Construcción y Reparación de Buques de Bilbao, más conocida como Astilleros Euskalduna, como parte de un lote de 117 máquinas de vapor construidas totalmente en España.
Esta unidad forma parte de los fondos de la Fundación de los Ferrocarriles Españoles, que en 1989 la cedió al Ayuntamiento de Albacete para su exhibición pública como monumento homenaje al ferrocarril, para conmemorar la llegada del ferrocarril a la ciudad en 1855. Desde entonces se encuentra expuesta en el Parque Lineal, en el antiguo trazado del ferrocarril, a la altura de la Fábrica de Harinas de Albacete, en el barrio Industria de la capital albaceteña.